# Bisuschio
Bisuschio (Bisüsc in dialetto varesotto) è un comune italiano di 4 255 abitanti della provincia di Varese in Lombardia.

## Storia

### Preistoria e protostoria
Bisuschio si trova in Valceresio che è un'ampia fenditura, ariosa e solare che si dispiega tra il Lago di Lugano e la città di Varese. Similmente ad altre valli del Varesotto, ha costituito una comoda e diretta via di transito tra i valichi alpini e la pianura. Nel Triassico (220 milioni di anni fa), buona parte della Valceresio e quindi anche Bisuschio, era coperta dal cosiddetto Mare di Besano, della cui esistenza sono prove le rocce bituminose presenti in gran quantità sulle pendici dei monti circostanti ed i tanti reperti fossili. Testimonianze di vita preistorica sono state individuate in varie parti della valle. Secondo una leggenda proprio a Bisuschio, all'interno di boschi intricati, dov'era sicura l'esistenza di lupi ed orsi, sembra che vivesse una setta di Druidi, che provvedevano al seppellimento dei morti .

### Alto medioevo
Tutta la valle passa poi sotto il dominio dei Romani che la tengono per molti secoli e resistono alle pressioni dei barbari (soprattutto Reti, popolazioni d'oltre Gottardo), proprio per l'importanza che essa rappresenta quale via di comunicazione. In questo periodo, tra la fine della dominazione romana e le invasioni barbariche, il piccolo villaggio prende probabilmente il suo nome, che secondo tradizione deriverebbe dal latino Bis - ustum, che significa "arso due volte", probabile ricordo di due incendi subiti per mano dei Reti e dei Franchi.
Anche le varie località del paese hanno nomi a cui gli storici attribuiscono diverse interpretazioni:
- Piamo: deve il nome al termine lombardo "Pain" che indica un tratto di superficie non inclinata che interrompe la ripidità di un pendio montano[senza fonte].
- Pogliana: Probabilmente dal cognome Pogliani. Un'altra ipotesi la farebbe derivare dal gentilizio romano Publius con l'aggiunta dell'aggettivo in -ana[senza fonte].
- Ravasina: dal cognome Ravasio (e questo da Rava-Rapa), oppure similmente alla parola bergamasca Ravas, ovvero Rapace[senza fonte].
- Rossaga: probabilmente da nome gentilizio romano Roscius con l'aggiunta del suffisso -aca[senza fonte].
- Zerbi: dal lombardo Zerb, cioè terreno incolto[senza fonte].
- Ponte: forse dalla presenza di un ponte[senza fonte].

Sembra che in età tardo-imperiale esistesse a Bisuschio una torre di guardia, anche se finora non ne è stata accertata l'esistenza.
Sicuramente è difficile ricostruire le vicende che riguardarono Bisuschio fino all'anno 1000, infatti i primi documenti storicamente riconducibili a Bisuschio sono della prima metà dell'XI secolo e si tratta di atti notarili di compravendita principalmente terreni tra la Badia di San Gemolo di Ganna e vari abitanti del luogo. Bisuschio era parte del Contado del Seprio.

### Basso Medioevo
Dal XIII secolo Bisuschio segue le vicende del Ducato di Milano e viene concessa in feudo, come tutta la Pieve, prima agli Arcimboldi e successivamente ai Borromeo, Litta, Arese. Durante questo periodo giunge a Bisuschio da Milano la ricca famiglia Mozzoni che tanto modificherà le vicende del paese.
Doveva essere molto selvaggia la Valceresio nella seconda metà del XV secolo. Ciò è testimoniato dal fatto che i Mozzoni eressero un casino di caccia all'orso. Nell'autunno del 1476 il Duca di Milano Galeazzo Maria Sforza fu invitato ad una battuta di caccia presso Villa Cicogna Mozzoni. Nel 1831 fu eletto il primo consiglio comunale.

### Simboli
Lo stemma e il gonfalone sono stati concessi con decreto del presidente della Repubblica del
26 gennaio 1954.
Lo stemma si ispira al blasone della famiglia Mozzoni (di rosso, a tre aquilotti d'argento, rostrati e coronati d'oro).
Il gonfalone è un drappo partito di azzurro e di giallo.

## Monumenti e luoghi d'interesse

### Architetture religiose

#### Chiesa parrocchiale di San Giorgio Martire
Una nota di un documento, datato 1565, registrato presso l'archivio Cicogna Mozzoni recita così: 7 magio s'è dato prencipio a la giesa. La costruzione di tale chiesa fu voluta dalla famiglia Mozzoni, prima nella persona di Francesco, poi nella persona della di lui figlia, Cecilia. Nell'anno 1565, Bisuschio ancora faceva parte della parrocchia della vicina Arcisate; il distaccamento dalla matrice poteva avvenire solo con una chiesa in stato decoroso: tra le sue chiese, Bisuschio non ne annoverava una che soddisfacesse questo requisito. Da qui la decisione di erigere una nuova chiesa. La dedica a san Giorgio non fu casuale: esisteva, infatti, nella parte alta del paese, nei pressi della dimora dei Mozzoni, un'antica chiesa dedicata al santo, chiamata San Giorgio in Monte. Cecilia Mozzoni, con la promessa di far innalzare un nuovo edificio religioso, comprò il terreno di proprietà dell'antica chiesetta, che fece abbattere, potendo così ampliare il giardino della sua dimora e riutilizzando le macerie come decorazione. La nuova chiesa sorse in tutt'altra posizione, fuori dalle "mura" del paese, in zona pianeggiante e questo le valse l'appellativo di San Giorgio al piano. Ora questa denominazione si è persa, dato che si è perso anche il ricordo della chiesa in monte, rimanendo semplicemente "San Giorgio". Sul luogo prescelto, un tempo, sorgeva una chiesa dedicata a san Bernardino, innalzata nel 1444, ma, evidentemente, caduta prima del 1565. Per il nuovo edificio si optò per un sobrio classicismo. Fu progettato in tre navate, scandite da colonne in pietra di Viggiù. Durante la sua costruzione non mancarono gli incidenti di percorso: infatti ci fu una lunga sospensione dei lavori e un crollo parziale. Tuttavia, nel 1603, la nuova chiesa era pronta: Bisuschio ottenne il distaccamento da Arcisate nel 1605 e la nuova chiesa fu innalzata a parrocchiale. Nonostante i numerosi interventi nel corso dei secoli, l'aspetto attuale della chiesa rispetta in gran parte l'aspetto del tempo, soprattutto per quanto riguarda l'interno. La facciata è, a grandi linee, classica: a salienti, scandita da lesene. Mostra, tuttavia, dei rimaneggiamenti sette-ottocenteschi, come la cornice barocca sopra l'entrata principale, che racchiude un mosaico (fino a qualche anno fa, un affresco, opera di Giuseppe Colombo) che rappresenta San Giorgio e il drago, le tre finestre ad arco, le due "guglie" piramidali laterali, di ispirazione neogotica, i due putti che sostengono una croce in ferro, proprio al vertice del timpano ecc. Originariamente gli altari erano tre: l'altare maggiore, l'altare della Natività della Vergine (a sinistra) e l'altare della SS. Trinità (a destra).
Nell'Ottocento e nel Novecento sono stati aggiunti: l'altare del Sacro Cuore (a destra) e l'altare della Madonna di Lourdes (a sinistra). Nel 1872, la facciata della chiesa venne "smontata" e ricostruita 3,80 m più avanti; lo stesso avvenne per il presbiterio: la chiesa, infatti, era stata giudicata troppo angusta per la folla crescente dei fedeli. In questo modo si poté costruire anche il matroneo, che sporge esattamente di 3,80 m sopra l'ingresso principale. L'interno è ancora strutturato su tre navate e ha, come accennato, cinque altari. L'attuale altare maggiore è in marmo policromo, opera ottocentesca di alcuni artisti viggiutesi. Tra le tele conservate nella chiesa, se ne possono notare tre, tutte seicentesce, di notevoli dimensioni. Una rappresenta la nascita della Vergine e si trova collocata presso l'omonimo altare (si tratta della sua collocazione originale), l'altra rappresenta i cardinali Federico e Carlo Borromeo e si trova presso l'altare della SS. Trinità (sua collocazione originale); la terza rappresenta San Giorgio che uccide il drago, attribuita a Camillo Procaccini; si trova sul lato destro del presbiterio. Gli abitanti della comunità di Bisuschio l'avevano acquistato a Milano. Due bisuschiesi: Giuseppe e Angelo Comolli, padre e figlio, affrescarono, tra il 1889 e il 1893, gli Evangelisti e altre figure dell'antico e del nuovo Testamento sulle volte, mentre le pareti vennero dipinte di una bella tonalità di blu, con motivi dorati. Gran parte di questi affreschi sono stati ricoperti durante gli anni settanta con delle tempere di colore chiaro. La decorazione dorata su sfondo blu è stata conservata solo nel catino absidale, mentre sono stati conservati altri affreschi sulla volta della navata maggiore. Il pavimento, anch'esso ottocentesco, è in lastroni quadrati in pietra nera e bianca di Saltrio.
Nel 1818 si posarono gli stalli del coro (nell'emiciclo absidale) e l'organo, collocato nella tribuna a sinistra dell'altare maggiore. Proprio l'organo venne restaurato più volte: nel 1856, nel 1874 e nel 1927. Nel 1928, si decise di spostarlo e di collocarlo in quella che fino a qualche anno fa era la sua posizione: tra il coro. L'organo diede i suoi ultimi concerti tra la fine degli anni settanta e l'inizio degli anni ottanta. La rottura di un mantice lo ha reso muto, ma, invece che ripararlo, si è preferito smantellarlo. La chiesa ha due sacrestie: una sul lato destro (la più antica) e una sul lato sinistro (quella in uso tuttora). La sacrestia più recente risale ai primi decenni del Settecento, quando, in occasione della sua costruzione, venne ampliata anche quella vecchia. I mobili delle due sacrestie sono di epoca settecentesca e di fattura molto pregevole. Il campanile risale ai primi anni del Seicento: dapprima portava solo una campanella, trasportata, nel 1694, dalla chiesa di San Giuseppe. Nel 1652 se ne aggiunse una seconda e nel 1671 una terza. Nel 1761 si decise di portare a quattro il numero delle campane: le tre esistenti si portarono a Milano, dove già era stata ordinata la quarta, per farle rifondere. In quell'occasione, si ristrutturò il campanile. Nel 1810, il castello delle campane era di nuovo in cattive condizioni, quindi le quattro campane si abbassarono perché si potessero fare le dovute riparazioni. Cominciò a circolare l'idea di avere cinque campane, come già era avvenuto per altri paesi della valle. Ma Bisuschio non ottenne il permesso di posare la quinta campana, e proprio prima di ricollocarle, le campane furono incrinate, e non verrà mai scoperto il colpevole. Si portarono così a Milano per rifonderle e si ordinò una quinta campana. Nel 1905, in occasione del terzo centenario della parrocchia, si decise per un nuovo concerto in do grave (l'attuale): le cinque campane si portarono a Milano, presso la ditta Barigozzi, per la fusione. Siccome il bronzo delle vecchie campane era insufficiente, si fusero anche dei vecchi cannoni spagnoli dei secoli passati. Verso l'inizio degli anni ottanta, la seconda campana (RE) si era incrinata e le era stato tolto il battacchio per evitarle ulteriori danni: quindi non suonavano che quattro campane. Nel 2005, in occasione del quarto centenario della parrocchia, si è deciso di ridare a Bisuschio un concerto a cinque campane. La campana incrinata non è stata riparata, ma ne è stata ordinata una nuova presso la ditta Capanni di Reggio Emilia. La nuova campana è stata benedetta il 25 maggio 2005; la posa è avvenuta il 4 luglio 2005, mentre i primi concerti sono iniziati il 6 luglio. La vecchia campana fa ora mostra di sé davanti alla chiesa.

#### Chiesa di San Giuseppe
Si trova a poca distanza dalla precedente, in pieno centro storico. È un oratorio di modeste dimensioni: infatti è costituito da un'unica navata, con l'altare orientato verso nord. Per molti anni trascurata e dimenticata, si è deciso di darle nuova vita per il Giubileo del 2000. I lavori, iniziati nel 1998, hanno permesso di studiare meglio la storia di questa chiesetta, storia fino ad allora pressoché sconosciuta. L'attuale forma e orientamento risalgono agli anno '30 del XVII secolo, quando venne ampliata per volere (e a spese) della famiglia Cicogna Mozzoni, per darla come sede alla Scuola del Santissimo, costituita su licenza del cardinale Federico Borromeo nel 1627.
Il 25 gennaio 2015, alla presenza di monsignor Franco Agnesi, è stato inaugurato un complesso scultoreo posto nell'altare della navata sinistra, opera dello scultore Gianfranco Colombini.

#### Chiesa del Lazzaretto
La sua costruzione avvenne a metà del 1700 e fu dedicata a San Rocco e San Sebastiano, patroni degli appestati. Infatti, l'epidemia di Peste che Alessandro Manzoni descriverà nel suo I promessi sposi, si diffuse anche qui, anche se, secondo i registri parrocchiali, non vi fu un gran numero di vittime.

### Architetture civili

#### Villa Cicogna Mozzoni

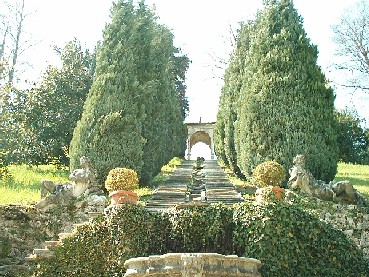
Particolare dei giardini della villa.

La dimora è un esempio di "villa di delizia": costruita come casino di caccia ad orsi e cinghiali, durante il XVI secolo fu ampliata ed arricchita. Il vasto giardino all'italiana e all'inglese, con scalinata e ninfeo, fu poi aggiunto successivamente, su distinti livelli, uno per piano, allo scopo di razionalizzare gli ingressi ed ampliare le vedute.
Nei porticati la villa conserva tracce di affreschi inneggianti alla natura, mentre all'interno il ciclo pittorico comprende suggestive vedute della Valceresio: tali opere d'arte sono attribuite ai cremonesi fratelli Campi ed alla loro bottega.
Sia gli ambienti d'onore e di ricevimento, sia quelli privati della villa presentano arredamenti di diverse epoche, pavimenti originali, soffitti a cassettoni.

## Società

### Evoluzione demografica
- 172 nel 1574
- 598 nel 1687
- 870 nel 1751
- 1087 nel 1805
- 1611 dopo annessione di Besano nel 1809
- annessione ad Arcisate nel 1812
- 1544 nel 1853

Abitanti censiti